# Campeonato Uruguaio de Futebol de 1990
O Campeonato Uruguaio de Futebol de 1990 foi a 59ª edição da era profissional do Campeonato Uruguaio. O torneio consistiu em uma competição com dois turnos, no sistema de todos contra todos. O campeão foi o Bella Vista.

## Classificação[2]
| Pos | Equipe               | Pts | J  | V  | E  | D  | GP | GC | SG  |
| --- | -------------------- | --- | -- | -- | -- | -- | -- | -- | --- |
| 1º  | Bella Vista          | 39  | 26 | 16 | 7  | 3  | 34 | 15 | 19  |
| 2º  | Nacional             | 32  | 26 | 11 | 10 | 5  | 27 | 16 | 11  |
| 3º  | Peñarol              | 31  | 26 | 12 | 7  | 7  | 37 | 21 | 16  |
| 4º  | Central Español      | 29  | 26 | 12 | 5  | 9  | 30 | 25 | 5   |
| 5º  | Racing               | 29  | 26 | 9  | 11 | 6  | 25 | 21 | 4   |
| 6º  | Danubio              | 29  | 26 | 10 | 9  | 7  | 24 | 21 | 3   |
| 7º  | Liverpool            | 29  | 26 | 10 | 9  | 7  | 29 | 27 | 2   |
| 8º  | Defensor Sporting    | 27  | 26 | 7  | 13 | 6  | 20 | 20 | 0   |
| 9º  | Rentistas            | 24  | 26 | 5  | 14 | 7  | 25 | 24 | 1   |
| 10º | Montevideo Wanderers | 23  | 26 | 8  | 7  | 11 | 25 | 24 | 1   |
| 11º | Progreso             | 22  | 26 | 8  | 6  | 12 | 19 | 29 | -10 |
| 12º | Cerro                | 21  | 26 | 5  | 11 | 10 | 23 | 32 | -9  |
| 13º | River Plate          | 19  | 26 | 6  | 7  | 13 | 19 | 33 | -14 |
| 14º | Huracán Buceo        | 10  | 26 | 3  | 4  | 19 | 12 | 41 | -29 |

|  | Campeão uruguaio e classificado à Liguilla Pré-Libertadores. |
|  | Classificados à Liguilla Pré-Libertadores.                   |
|  | Rebaixado à Segunda Divisão.                                 |

Promovido para a próxima temporada: El Tanque Sisley.

### Nota
- O Montevideo Wanderers garantiu vaga à Liguilla Pré-Libertadores da América por ter ganho o Torneo Competencia de 1990.

## Liguilla Pré-Libertadores da América
A Liguilla Pré-Libertadores da América de 1990 foi a 17ª edição da história da Liguilla Pré-Libertadores, competição disputada entre as temporadas de 1974 e 2008–09, a fim de definir quais seriam os clubes representantes do futebol uruguaio nas competições da CONMEBOL. O torneio de 1990 consistiu em uma competição com um turno, no sistema de todos contra todos. O vencedor foi o Nacional, que obteve seu 2º título da Liguilla.

### Classificação da Liguilla
| Pos | Equipe               | Pts | J | V | E | D | GP | GC | SG |
| --- | -------------------- | --- | - | - | - | - | -- | -- | -- |
| 1º  | Nacional             | 8   | 5 | 3 | 2 | 0 | 14 | 5  | 9  |
| 2º  | Peñarol              | 7   | 5 | 3 | 1 | 1 | 7  | 4  | 3  |
| 3º  | Racing               | 7   | 5 | 3 | 1 | 1 | 4  | 7  | -3 |
| 4º  | Montevideo Wanderers | 4   | 5 | 2 | 0 | 3 | 6  | 6  | 0  |
| 5º  | Bella Vista          | 3   | 5 | 1 | 1 | 3 | 5  | 10 | -5 |
| 6º  | Central Español      | 1   | 5 | 0 | 1 | 4 | 4  | 8  | -4 |

|  | Campeão da Liguilla e classificado à Libertadores de 1991.                                              |
|  | Disputam o 2° lugar da Liguilla. O vencedor disputa a 2ª vaga à Libertadores de 1991 com o Bella Vista. |
|  | Disputa a 2ª vaga à Libertadores de 1991 com o vencedor do playoff pela 2ª colocação da Liguilla.       |

### Playoffpelo 2° lugar da Liguilla
| {{{data}}} | Racing | 1 – 0  | Peñarol |  |
|            |        | data = |         |  |

### Playoffpela 2ª vaga à Libertadores de 1991
| {{{data}}} | Bella Vista | 1 – 1  | Racing |  |
|            |             | data = |        |  |

|  |     | Penalidades |
|  | 4–1 |             |

## Premiação
| Campeonato Uruguaio de 1990     |
| ------------------------------- |
| Bella Vista Campeão (1º título) |